# Margarethe von Trotta
Margarethe Von Trotta (Berlim, 21 de fevereiro de 1942) é uma diretora, roteirista e atriz de cinema alemã. É considerada como a líder do movimento do novo cinema alemão. Seu extenso trabalho foi premiado várias vezes em festivais internacionais. Foi casada com Volker Schlöndorff, com quem sentia que tinha um trabalho secundário. Posteriormente, ela se estabeleceu em uma carreira solo de grande sucesso, tornando-se a diretora alemã de maior projeção nacional do pós-guerra. Vários aspectos de seu trabalho foram comparados com o de Ingmar Bergman.
Margarethe é considerada a diretora mais feminista da atualidade, pois seu principal objetivo em seus filmes é o de criar e demonstrar novas representações da mulher contemporânea. Rejeitando o rótulo de que faz filmes "para mulheres", suas obras costumam focar nas relações entre e sobre mulheres, como amigas, melhores amigas, filhas, irmãs e mães, bem como as relações delas com os homens.

## Biografia
Nascida em Berlim, em 1942, no auge da Segunda Guerra Mundial, era filha do pintor Alfred Roloff com Elisabeth von Trotta. Passou a infância em Düsseldorf e no começo dos anos 1960, Margarethe mudou-se para Paris, onde começou a trabalhar na indústria do cinema, colaborando com roteiros e co-dirigindo curtas. Ainda jovem atuou como atriz, aparecendo em filmes de Rainer Werner Fassbinder and Volker Schlöndorff. Enfrentou bastante preconceito da época, que não imaginava que mulheres poderiam e queriam dirigir filmes e que pudessem fazer filmes sérios.
Em 1964, casou-se com Jürgen Moeller, com quem teve um filho, Felix Moeller, diretor alemão de documentários. Eles se divorciaram em 1968 e no ano seguinte ela se casou com o diretor alemão Volker Schlöndorff. Juntos trabalharam em diversos filmes, nos turbulentos anos 1970 na Alemanha, documentado por Felix em seu documentário de 2018 Sympathisanten: Unser Deutscher Herbst. O casal se divorciou em 1991.

## Carreira
Em 1970, Margarethe começou a escrever ensaios e enredos. No mesmo ano trabalhou pela primeira vez como diretora (com Volker Schlöndorff). Ficou famosa como diretora em 1975, quando co-dirigiu “The Lost Honour of Katharina Blum” com Schlöndorff. “The Second Awakening of Christa Klages” (1977) foi o primeiro filme que dirigiu sozinha. Em 1979, dirigiu “Sisters or the Balance of Happiness”. Em 1981, alcançou renome internacional com “Die bleierne Zeit” (“The German Sisters or Marianne and Juliane”), com o qual venceu o Leão de Ouro do Festival de Veneza de 1981.
Margarethe Von Trotta fez um filme sobre Rosa Luxemburgo com Barbara Sukowa no papel do título em 1985. Em 1989, von Trotta co-produziu “Felix” com Helke Sander, Helma Sanders-Brahms, and Christel Buschmann.
Atualmente ela mora em Paris. Seu filme The Promise (1994) foi aclamado pela crítica. Seu mais recente filme é Hannah Arendt, de 2013.

## Filmografia
- "Die verlorene Ehre der Katharina Blum oder: Wie Gewalt entstehen und wohin sie führen kann" (A honra perdida de Katharina Blum)  1975
- "Das Zweite Erwachen der Christa Klages" (O Segundo Despertar de Christa Klages) 1978
- "Schwestern oder die Balance des Glücks" (As Irmãs) 1979
- "Die bleierne Zeit" (Os Anos de Chumbo) 1981
- "Heller Wahn" 1983
- "Rosa Luxemburg" 1986 (Deutscher Filmpreis/ Melhor filme)
- "Felix" 1987
- "Fürchten und Lieben" / "Paura e amore" (Três Irmãs) 1988
- "Das Versprechen" 1994
- "L'Africana/Die Rückkehr" 1990
- "Il Lungo silenzio/Zeit des Zorns"  1993
- "Winterkind" 1997 (TV)
- "Mit fünfzig küssen Männer anders" 1998 (TV)
- "Dunkle Tage" 1999 (TV)
- "Jahrestage/Aus dem Leben von Gesine Cressphal" 2000 (minissérie de TV)
- "Rosenstraße" 2001
- "Hannah Arendt" 2013